# Robert Fein
Robert Fein   (Viena, 9 de desembre de 1907 - Viena, 2 de gener de 1975) fou un aixecador austríac que va competir durant les dècades de 1920 i 1930.
El 1936 va prendre part en els Jocs Olímpics de Berlín, on guanyà la medalla d'or en la modalitat del pes lleuger, ex aequo amb Anwar Mesbah, del programa d'halterofília.
En el seu palmarès també destaca una medalla de plata al Campionat del món d'halterofília de 1937 i quatre al Campionat d'Europa, dues d'or, una de plata i una de bronze, entre 1929 i 1935.
El 1937 va ser guardonat amb l'Orde al Mèrit de la República d'Àustria. Després de l'Anschluss de 1938 va ser exclòs de la competició esportiva pels nazi per ser jueu.